# Enders (Nebraska)
Enders es un lugar designado por el censo ubicado en el condado de Chase en el estado estadounidense de Nebraska. En el Censo de 2010 tenía una población de 42 habitantes y una densidad poblacional de 123,79 personas por km².

## Geografía
Enders se encuentra ubicado en las coordenadas 40°27′18″N 101°32′8″O / 40.45500, -101.53556. Según la Oficina del Censo de los Estados Unidos, Enders tiene una superficie total de 0.34 km², de la cual 0.34 km² corresponden a tierra firme y (0%) 0 km² es agua.

## Demografía
Según el censo de 2010, había 42 personas residiendo en Enders. La densidad de población era de 123,79 hab./km². De los 42 habitantes, Enders estaba compuesto por el 100% blancos, el 0% eran afroamericanos, el 0% eran amerindios, el 0% eran asiáticos, el 0% eran isleños del Pacífico, el 0% eran de otras razas y el 0% pertenecían a dos o más razas. Del total de la población el 0% eran hispanos o latinos de cualquier raza.